# Ovidiu Lazăr
Traian Ovidiu Lazăr (Nagyvárad, 1965. december 3. –) román válogatott labdarúgó.

## Mérkőzései a román válogatottban
| #  | Dátum                | Ellenfél      | Eredmény | Kiírás              | Esemény |
| -- | -------------------- | ------------- | -------- | ------------------- | ------- |
| 1. | 1990. szeptember 26. | Lengyelország | 2 – 1    | barátságos mérkőzés | 38' 71' |

## Sikerei, díjai
- FC Bihor Oradea:
  - Román labdarúgó-bajnokság ezüstérmes: 1992-93
  - Román labdarúgó-bajnokság (másodosztály) bajnok: 1987-88
- FC Steaua București:
  - Román labdarúgó-bajnokság ezüstérmes: 1990-91
- Budapest Honvéd FC:
  - Magyar labdarúgó-bajnokság bronzérmes: 1991-92